# Lioderina
Lioderina is een kevergeslacht uit de familie van de boktorren (Cerambycidae). De wetenschappelijke naam van het geslacht werd voor het eerst geldig gepubliceerd in 1886 door Ganglbauer.

## Soorten
Lioderina is monotypisch en omvat slechts de volgende soort:
- Lioderina linearis (Hampe, 1871)